# Glycyrrhizopsis flavescens
Glycyrrhizopsis flavescens là một loài thực vật có hoa trong họ Đậu. Loài này được (Boiss.) Boiss. mô tả khoa học đầu tiên năm 1856.